# Veine profonde du clitoris
Les veines profondes du clitoris, aussi appelées veines caverneuses du clitoris, sont des veines qui drainent le sang veineux du gland du clitoris et de ses corps caverneux.
Elles ont un aspect très grêle à leurs origines au niveau du gland du clitoris.
A leur origine, elles reçoivent les veines circonflexes et les veines perforantes du clitoris. Elles suivent la face dorsale du corps du clitoris et passe sous le ligament arqué sous-pubien au niveau du genou du clitoris. Elles se terminent dans la veine pudendale interne ou le plexus veineux vésical.